# Èsnids
|  | «Espiadimonis» redirigeix aquí. Vegeu-ne altres significats a «Espiadimonis (mitologia)». |

Els èsnids (Aeshnidae) o espiadimonis són una família d'odonats anisòpters. Tenen l'abdomen llarg i prim, amb colors lluents i virolats. També presenten quatre ales llargues i estretes, diferents entre si (d'aquí l'apel·latiu «anisòpters»), alhora que tenen uns ulls compostos molt grossos. Volen prop de l'aigua i les larves són aquàtiques. La bellesa d'aquests insectes és gairebé efímera en el seu estat adult, atès que llur vida oscil·la entre unes poques setmanes i fins a dos o tres mesos.

## Èsnids de Catalunya
Les 10 espècies següents d'èsnids viuen a Catalunya:
- Espiadimonis tardorenc (Aeshna mixta)
- Espiadimonis blau (Aeshna affinis)
- Espiadimonis ataronjat (Aeshna isoceles)
- Espiadimonis de fanal (Aeshna cyanea)
- Espiadimonis de mollera (Aeshna juncea)
- Emperador blau (Anax imperator)
- Emperador menor (Anax parthenope)
- Emperador divagant (Anax ephippiger)
- Estiracabells (Brachytron pratense)
- Espectre clar (Boyeria irene)